# Gare de San Remo
Ne doit pas être confondu avec Gare de Sanremo.
 (juin 2017).
Si vous disposez d'ouvrages ou d'articles de référence ou si vous connaissez des sites web de qualité traitant du thème abordé ici, merci de compléter l'article en donnant les références utiles à sa vérifiabilité et en les liant à la section « Notes et références ».
La gare de San Remo (en italien : stazione di San Remo), est la première gare ferroviaire de Sanremo en Italie, elle a été abandonnée en 2001 à la suite de l'ouverture de la nouvelle section de la ligne de Gênes à Vintimille de San Lorenzo jusqu'à Bordighera et a été remplacée par une nouvelle gare souterraine.

## Situation ferroviaire
La gare de San Remo est située au point kilométrique (PK) 131,040 de la ligne de Gênes à Vintimille sur une section désaffectée et remplacée par une section souterraine sur laquelle se trouve la nouvelle gare de Sanremo.

## Histoire
La gare a été inaugurée en 1872 pour coïncider avec la section Savone-Vintimille de la ligne de Gênes à Vintimille.
Elle a été abandonnée le 24 septembre 2001 en raison du doublement des voies entre San Lorenzo al Mare et Ospedaletti. Après l'abandon de la gare, les voies ont été enlevées et transformées en piste cyclable. Une route a aussi été tracée pour relier la gare et la route Aurelia (ancien site ferroviaire célèbre appartenant à voie 3).
De 1913 à 1942, la gare était desservie par le tramway Ospedaletti-Sanremo-Taggia (it).
Le 21 avril 1942 a été inauguré le réseau de trolleybus de Sanremo (it), dit à fleurs (filovia dei fiori en italien), toujours en service. Il dessert toujours la ville, assurant auparavant une correspondance devant la gare.
La gare, précédemment appelée « Sanremo » a été renommée « San Remo » dans les années quatre-vingt, ultérieurement utile pour éviter la confusion avec la nouvelle gare de Sanremo.

## Patrimoine ferroviaire

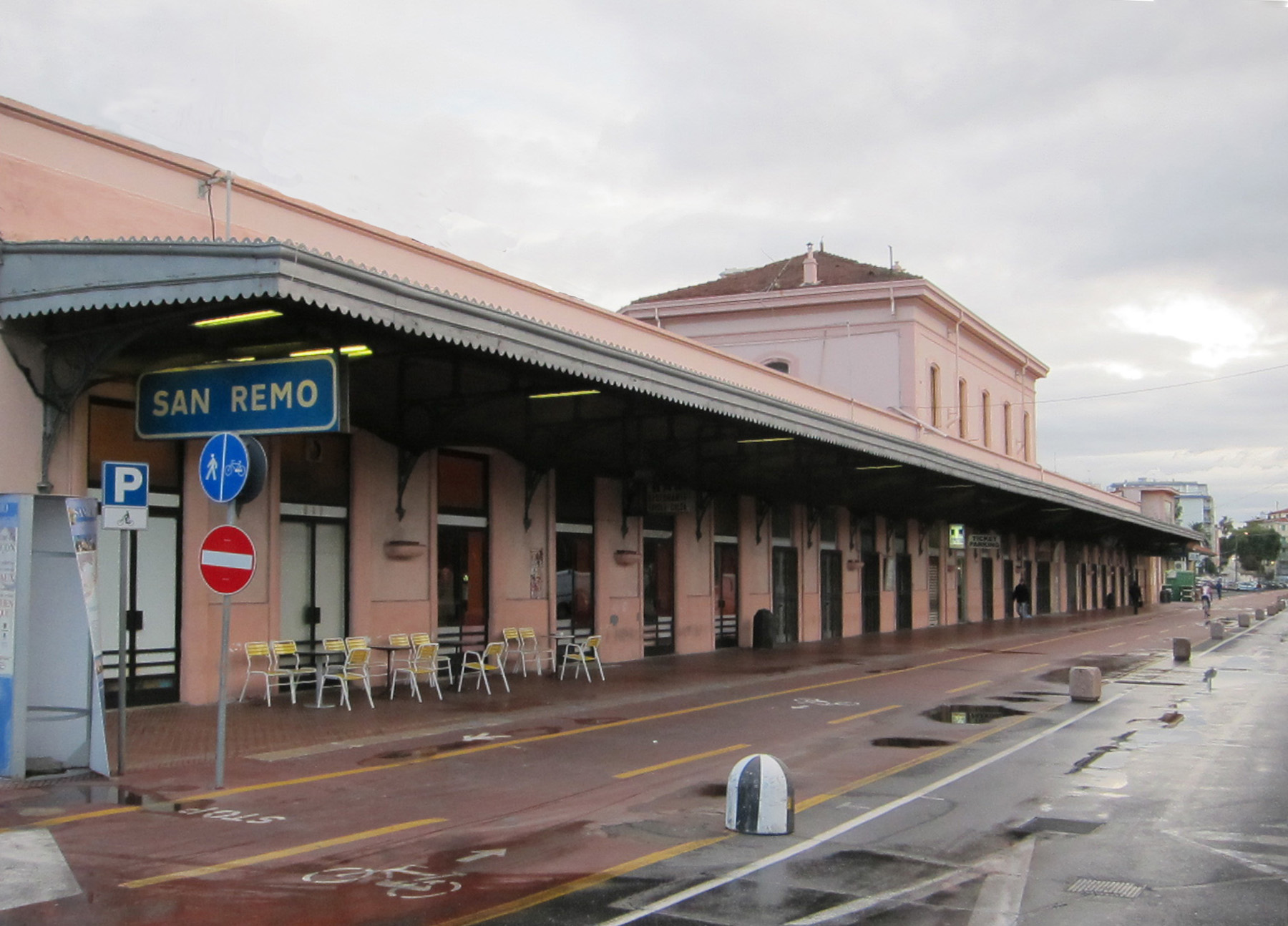
Les quais de la gare désaffectée

La gare a été équipée d'un bâtiment voyageurs, de toilettes et de trois quais et voies.
La voie 1 était la voie de course de la ligne, où certains trains express ne marquaient pas l'arrêt, la seconde voie était une déviation de la première et la voie 3 dérivait de la voie 2.
La gare disposait aussi d'une voie desservant le triage de la gare et d'une voie de service notamment utilisée pour le stockage et les manœuvres.
Le bâtiment voyageurs existe toujours, ainsi que le bar et le kiosque à journaux, fermés depuis l'inauguration de la nouvelle ligne en amont.
La zone accueille des événements et des expositions en mémoires des anciens cheminots dans la halle à marchandises. Devant les quais se trouve un parking et un tronçon de la piste cyclable ouverte en 2008.